# 4341 Посејдон
4341 Посејдон (енгл. 4341 Poseidon) је Аполо астероид са средњом удаљеношћу од Сунца која износи 1,834 астрономских јединица (АЈ).
Апсолутна магнитуда астероида је 15,5.